# Heinrich Renninghoff
Heinrich Renninghoff (* 28. April 1891; † 5. Juli 1959 in Herringen) war ein deutscher Kommunalpolitiker und ehrenamtlicher Landrat (SPD) des Kreises Unna.

## Leben und Beruf
Nach dem Schulbesuch absolvierte er eine handwerkliche Berufsausbildung und legte am 6. Juni 1921 die Meisterprüfung im Bäckerhandwerk ab. Von 1921 bis 1959 war er selbstständiger Bäckermeister. Er war verheiratet und hatte vier Kinder.
Mitglied des Kreistages des Kreises Unna war er vor 1933 als Abgeordneter der Reichspartei des Deutschen Mittelstandes. Nach dem Zweiten Weltkrieg trat er in die SPD ein und war von 1946 bis 1959 Kreistagsmitglied des Kreistages Unna. Vom 13. März 1950 bis zu seinem Tod am 5. Juli 1959 war Renninghoff Landrat des Kreises. Von 1946 bis 1959 gehörte er dem Gemeinderat Herringen an. Als Landrat vertrat er den Kreis Unna in verschiedenen Gremien des Landkreistages NRW.
In Herringen (heute Hamm) wurde die Heinrich-Renninghoff-Straße nach ihm benannt.